# Oreochromis placidus
Oreochromis placidus är en fiskart som först beskrevs av Trewavas, 1941.  Oreochromis placidus ingår i släktet Oreochromis och familjen Cichlidae. IUCN kategoriserar arten globalt som livskraftig.

## Underarter
Arten delas in i följande underarter:
- O. p. placidus
- O. p. ruvumae